# 1390'erne
Århundreder: 13. århundrede – 14. århundrede – 15. århundrede
Årtier: 1340'erne 1350'erne 1360'erne 1370'erne 1380'erne – 1390'erne – 1400'erne 1410'erne 1420'erne 1430'erne 1440'erne
År: 1390 1391 1392 1393 1394 1395 1396 1397 1398 1399
Begivenheder
Personer